# Zosterop pigmeu
El zosterop pigmeu (Heleia squamifrons) és un ocell de la família dels zosteròpids (Zosteropidae) que ha estat inclòs al monotípic i obsolet gènere Oculocincta Mees, 1953.

## Hàbitat i distribució
Habita boscos humids i matolls de les muntanyes de Sabah, al nord de Borneo.